# Genaderse Molen
De Genaderse Molen (ook: Genaderse Watermolen of Molen van Tenhaagdoorn) is een voormalige watermolen op de Laambeek. Deze is gelegen ten zuiden van de Houthalense wijk Meulenberg aan de Springstraat 10.

## Geschiedenis
De molen werd voor het eerst vermeld in 1250, maar stond toen 500 meter stroomopwaarts van de huidige plaats. In 1788 werd een aftakking van de Laambeek gemaakt, waarbij het water via een 700 meter lang aquaduct naar de nieuw gebouwde molen werd geleid. Dit was een bovenslagmolen, die aldus kon werken met een kunstmatig verval van 4 meter. De molen deed dienst als korenmolen.
In 1950 werd overgegaan op elektrische aandrijving, en van 1987-1989 werd de molen ingrijpend verbouwd en kreeg de functie van restaurant. Het binnenwerk was verdwenen, maar het rad bleef aanwezig en kan draaien.
Van 2010-2011 werd het aquaduct hersteld.
- Inventaris van het Bouwkundig Erfgoed (Vlaanderen): 80525